# Kim Doré
Kim Doré, née à Montréal en 1978, est une poète et éditrice québécoise, cofondatrice et codirectrice des éditions Poètes de brousse.

## Biographie
Née à Montréal en 1978, Kim Doré a complété des études de maîtrise dans sa ville d'origine, à l'Université du Québec à Montréal, sur les rapports entre la science et la littérature.

### Éditrice
En 1997, Kim Doré co-fonde la nouvelle collection de poésie « Poètes de brousse » avec Jean-François Poupart aux Éditions des Intouchables, basées à Montréal.
Sept ans plus tard, en 2004, elle autonomise la collection de sa maison-mère avec son confrère. Ils en font une maison d'édition à part entière du même nom : Poètes de brousse. Ils lui donnent pour vocation « de faire rayonner des voix nouvelles en poésie contemporaine québécoise ».
Elle codirige toujours cette maison d'édition depuis sa fondation, rejointe par Myriam Vincent dans cette responsabilité,.

### Poète
Kim Doré a publié à ce jour quatre recueils de sa poésie. Celle-ci a été honorée de multiples récompenses, dont en 2004 le prestigieux prix Émile-Nelligan pour Le rayonnement des corps noirs.
À propos de son œuvre, elle déclare dans Le Devoir : « J’essaie de trouver une manière tangible et concrète d’incarner le plus possible les textes, et ça peut avoir cet effet d’évincer les vastes mots et les grands concepts ».
Son recueil In Vivo paru en 2012 reçoit une recension favorable du critique Hugues Corriveau.
Kim Doré est membre de l'Union des écrivaines et des écrivains québécois (UNEQ).

## Œuvres

### Publications individuelles
- La dérive des méduses, coll. « Poètes de brousse », Les Intouchables, Montréal, 1999
- Le rayonnement des corps noirs, Poètes de brousse, Montréal, 2004
- Maniérisme le diable, Poètes de brousse, Montréal, 2008
- In vivo, Poètes de brousse, Montréal, 2012

### Publications collectives et collaboratives
- 2001 : « Poème en apnée », précédé de « Suite en mineur » de Pierrette Micheloud, dans Lèvres urbaines, no 33, Écrits des Forges, Trois-Rivières, 60 pages.  (ISBN 9782890466449)
- 2011 : « Morts-pastiches », dans Les écrits, no 131 (mars 2011), Académie des lettres du Québec, Montréal.  (ISBN 9782924558126)
- 2014 : 
  - Mathématiques, revue Mœbius, no 141 (avril 2014), Triptyque, Montréal.  (ISBN 9782897410070)
  - 60 ans de création - Passage de témoin : 20 duos d'écrivains, numéro spécial Les écrits, no 142 (novembre 2014), Volume 1, Académie des lettres du Québec, Montréal.  (ISBN 9782924558010)
- 2015 : Un peuple à genoux (1re éd.), avec Normand Baillargeon, Frédéric Dubé, Maxime Catellier et Jean-François Poupart, Poètes de brousse, coll. « Essai Libre », Montréal.  (ISBN 9782923338927)
- 2016 : Un peuple à genoux (2nde éd. augmentée), avec Laurent Aglat, Normand Baillargeon, Philippe-Olivier Boucher, Fred Dubé, Andréanne Graton, Gaëlle Graton, Martin Forgues, François Guerrette, Maxime Nadeau, Jean-François Poupart, Chantale Santerre, Ghislain Taschereau, Ouanessa Younsi, Poètes de brousse, coll. « Essai Libre », Montréal, 200 pages.  (ISBN 9782924671047)

## Distinctions

### Récipiendaire
- 2001 - Prix Abitibi-Consolidated, catégorie « Relève »
- 2002 - 2e prix francophone de poésie au Prix littéraires Radio-Canada
- 2003 - 1er prix francophone de poésie au Prix littéraires Radio-Canada
- 2004 - Prix Émile-Nelligan, pour Le rayonnement des corps noirs[4]
- 2005 - Prix Abitibi-Consolidated, catégorie « Poésie »
- 2009 - Prix des lecteurs du Marché de la poésie de Montréal[4],[7]

### Finaliste
- 2004 - Prix Estuaire des Terrasses Saint-Sulpice, pour Le rayonnement des corps noirs